# Aristolochia schippii
Aristolochia schippii är en piprankeväxtart som beskrevs av Standley. Aristolochia schippii ingår i släktet piprankor, och familjen piprankeväxter. Inga underarter finns listade i Catalogue of Life.